# Quỳ Hợp (xã)
Quỳ Hợp là một xã thuộc tỉnh Nghệ An, Việt Nam. Xã được hình thành trên cơ sở sáp nhập thị trấn Quỳ Hợp và các xã Châu Đình, Châu Quang, Thọ Hợp của huyện Quỳ Hợp trong đợt Sáp nhập tỉnh thành Việt Nam 2025.

## Địa lý
Xã Quỳ Hợp có vị trí địa lý:
- Phía Đông giáp xã Tam Hợp và xã Minh Hợp;
- Phía Nam giáp xã Mường Chọng và xã Minh Hợp;
- Phía Tây giáp xã Mường Ham và xã Mường Chọng;
- Phía Bắc giáp xã Châu Lộc.

Xã Quỳ Hợp có diện tích tự nhiên 90,07 km².

## Lịch sử
Ngày 9 tháng 11 năm 1983, Hội đồng Bộ trưởng ban hành Quyết định số 128-HĐBT về việc thành lập thị trấn Quỳ Hợp trên cơ sở 600 ha đất của xã Châu Quang.
Ngày 16 tháng 6 năm 2025, xã Quỳ Hợp được thành lập theo Nghị quyết số 1678/NQ-UBTVQH15 của Ủy ban Thường vụ Quốc hội Việt Nam, ban hành ngày 16 tháng 6 năm 2025. Theo đó, sắp xếp toàn bộ diện tích tự nhiên, quy mô dân số của thị trấn Quỳ Hợp và các xã Châu Đình, Châu Quang, Thọ Hợp thuộc huyện Quỳ Hợp trước đây thành một xã mới có tên gọi là xã Quỳ Hợp.
Trước đó, theo Đề án sắp xếp đơn vị hành chính cấp xã tỉnh Nghệ An, xã này là xã Quỳ Hợp 1.
Sau sắp xếp xã có diện tích tự nhiên: 90,07 km², quy mô dân số: 36.929 người.